# Valdemoro
Valdemoro („Tal des Mauren“) ist eine Stadt und eine Gemeinde (municipio) mit 83.507 Einwohnern (Stand: 2024) im Großraum der spanischen Hauptstadt Madrid im Süden der Autonomen Gemeinschaft Madrid in der Mitte Spaniens. Der alte Ortskern der stark wachsenden Stadt wurde im Jahr 1993 wegen seiner historischen Bauten als Kulturgut (Bien de Interés Cultural) in der Kategorie Conjunto histórico-artístico eingestuft.

## Lage und Klima
Die Stadt Valdemoro liegt ca. 28 km (Fahrtstrecke) südlich von Madrid in einer Höhe von ca. 615 m; die Entfernung nach Toledo beträgt ca. 56 km in südwestlicher Richtung. Das Klima ist im Winter rau, im Sommer dagegen gemäßigt bis warm; Regen (ca. 430 mm/Jahr) fällt – mit Ausnahme der Sommermonate – übers Jahr verteilt.

## Bevölkerungsentwicklung
| Jahr      | 1857  | 1900  | 1950  | 2000   | 2020   |
| Einwohner | 1.960 | 2.833 | 3.115 | 28.243 | 73.976 |

Vergleichsweise niedrige Grundstückspreise und Mieten haben in der zweiten Hälfte des 20. Jahrhunderts zu einem Zuzug von Menschen aus ländlichen Gegenden, aber auch aus der Stadt Madrid geführt.

## Wirtschaft
Jahrhundertelang lebten die Bewohner des Ortes als Selbstversorger von der Landwirtschaft in der Umgebung; im Ort selbst siedelten sich auch Händler, Handwerker und Dienstleister aller Art an. Inzwischen sind auch kleinere und mittlere Industrieunternehmen hinzugekommen. Die diversen Verkehrsverbindungen nach Madrid werden täglich von tausenden Pendlern genutzt.

## Geschichte
Die ältesten auf dem Gemeindegebiet gefundenen archäologischen Zeugnisse stammen aus der Bronze- und Eisenzeit; römische und westgotische Funde fehlen und so wird über eine maurische Gründung des Ortes spekuliert. Im 10. Jahrhundert und insbesondere nach der Rückeroberung (reconquista) Toledos (1085) wurde die Gegend von Christen aus dem Norden, aber auch aus dem Süden der Iberischen Halbinsel (mudéjares) besiedelt. Die erste Erwähnung des Ortes stammt aus dem 12. Jahrhundert; seine Blütezeit erlebte er im 17. Jahrhundert.

## Sehenswürdigkeiten
- Das älteste erhaltene Bauwerk der Stadt ist die Iglesia de Nuestra Señora de la Asunción; die Kirche ist der Himmelfahrt Mariens geweiht und beherbergt Gemälde von Goya, Francisco Bayeu und Claudio Coello.
- Aus derselben Zeit stammt die im Mudéjar-Stil erbaute Kirche des dem Klarissenorden zugehörigen Convento de Santa Clara.
- Auch die große städtische Brunnenanlage (Fuente de la Villa) entstand in den ersten Jahren des 17. Jahrhunderts; sie wurde jedoch in der Zwischenzeit wiederholt restauriert.
- Ende des 17. Jahrhunderts entstand ein wenig außerhalb der Stadt die Ermita del Santo Cristo de la Salud, die sich inzwischen unweit des Ortszentrums befindet.
- Der in den Jahren 1880–1885 im Neo-Mudéjar-Stil errichtete schmucklose Bau des Juncarejo diente der Guardia Civil.
- Der Uhrturm (torre de reloj) auf der Plaza de la Constitución stammt vom Ende des 17. Jahrhunderts.
- Verteilt über das Stadtgebiet finden sich mehrere Parkanlagen.

## Persönlichkeiten
- Jesús España (* 1978), Langstreckenläufer